# Duden
Duden er en ordbog over det tyske sprog, som første gang blev udgivet den 7. juli 1880 af Konrad Duden, der var en tysk filolog og leksikograf og i 1880 direktør for gymnasiet i Bad Hersfeld i Tyskland.

## Dudens tolv bind
Den aktuelle udgave (2020) består af 12 bind:
- Die deutsche Rechtschreibung – retstavning
- Das Stilwörterbuch – stilordbog
- Das Bildwörterbuch – billedordbog
- Die Grammatik[2] – grammatik
- Das Fremdwörterbuch – fremmedord
- Das Aussprachewörterbuch – udtale
- Das Herkunftswörterbuch – etymologi
- Das Synonymwörterbuch – synonymer
- Richtiges und gutes Deutsch – korrekt tysk
- Das Bedeutungswörterbuch – ordbetydning
- Redewendungen – idiomatiske udryk
- Zitate und Aussprüche – citater

## Retstavnings-Duden
Særlig betydning havde retskrivningsduden, som den kaldes, til den tyske retskrivningsreform i 1996. Den var referenceværk for den officielle tyske retskrivning. Derefter kunne flere forlag udgive retskrivningsordbøger, der bygger på det, der blev vedtaget som politisk beslutning om en retskrivningsreform i Tyskland, Østrig og den tysktalende del af Schweiz.
Denne stærkt omdiskuterede retskrivningsreform betød enden på Dudens monopolstilling. Men værket nyder fortsat stor anerkendelse.
Duden opdateres og tilpasses det tyske sprogs udvikling. Sammen med en række andre ordbøger og lærebøger (ikke kun om sprog) udkommer den på Dudenverlag Mannheim. Der udkommer en ny Duden med fire til fem års mellemrum.
Den omfangsrige Deutsches Universal-Wörterbuch medtager ud over retskrivning deklinationer, konjugationer og etymologi mange eksempler på ordenes rette anvendelse.